# Assentament comptable
Un assentament comptable és l'anotació o registre que es fa en cadascun dels llibres de comptabilitat, amb la finalitat de registrar un fet econòmic que provoca una modificació en el patrimoni de l'empresa i, per tant, un moviment en els comptes d'una societat o persona física.
Un assentament comptable ha de tenir una sèrie de dades mínimes: data, quantitat que s'ha mogut, comptes als que ha afectat i concepte de l'assentament. A l'assentament s'hauran de recollir les partides patrimonials que han resultat afectades pel fet comptable, amb el signe corresponent, càrrec al compte del deure i contrapartida d'abonament al compte de l'haver, quantia de les modificacions, da data i breu explicació del fet.
Els assentaments són la manera d'explicar el que ha passat, la forma d'expressió de la tècnica comptable.